# Octobre 1788

## Événements
- 3 octobre, Serbie : Laudon prend Novi Pazar[1].

- 6 octobre : en Pologne, début de la Grande Diète ou Diète de quatre ans (fin le 29 mai 1792)[2]. Un parti patriote se dégage parmi les nobles, hostile à la tsarine, au roi et au Conseil permanent. Un programme d’unité nationale est élaboré. Les magnats les plus importants (Ignacy Potocki, Adam Czartoryski, Malakowski) y adhèrent ainsi qu’une partie de la bourgeoisie.

## Naissances
- 10 octobre : Johann Jacob Nöggerath (mort en 1877), géologue et minéralogiste allemand.
- 14 octobre : Edward Sabine (mort en 1883), physicien, astronome et explorateur britannique.